# Wie schön, dass du geboren bist
Wie schön, dass du geboren bist ist ein Geburtstagslied, das 1981 vom deutschen Liedermacher Rolf Zuckowski geschrieben wurde. Es erschien als Wie schön, daß du geboren bist im selben Jahr auf dem Album Radio Lollipop. Das Lied ist eines der wenigen deutschsprachigen Geburtstagslieder und zählt auch zu den bekanntesten Kinderliedern im deutschsprachigen Raum.

## Veröffentlichung
- Rolf Zuckowski, Julia Ginsbach (Illustrationen): Wie schön, dass du geboren bist – Erinnerungsalbum für das erste Lebensjahr. ISBN 3-8157-7899-9 bzw. mit CD ISBN 3-8157-2414-7.